# Vîsoțk, Liuboml
Vîsoțk (în ucraineană Висо́цьк) este un sat în comuna Ștun din raionul Liuboml, regiunea Volînia, Ucraina.

## Demografie
Componența lingvistică a localității Vîsoțk
     Ucraineană (99,29%)
     Alte limbi (0,36%)
Conform recensământului din 2001, majoritatea populației localității Vîsoțk era vorbitoare de ucraineană (99,29%), existând în minoritate și vorbitori de alte limbi.